# Reacciones de alquenos
Las reacciones de alquenos son las reacciones químicas en las que participan los alquenos y les permiten su transformación en otras clases de compuestos orgánicos. La mayoría de las reacciones de alquenos son adiciones electrofílicas (AE), en las cuales los electrones del doble enlace C=C atacan la región de un compuesto que presenta densidad de carga positiva. Existen también reacciones que proceden por radicales libres o por mecanismos pericíclicos.

## Reacciones de alquenos
Las principales reacciones químicas en la que participan los alquenos son:

### 1) Reacción de Simmons–Smith
Mediante la reacción con diclorometano en presencia de un catalizador zinc-cobre se produce un alquilciclopropano.

### 2) Hidrogenación
La hidrogenación cis .....se produce por reacción con hidrógeno en presencia de un catalizador metálico (platino, paladio, níquel).

### 3) Hidrohalogenación
La monohalogenación de alquenos se produce por reacción con halogenuro de hidrógeno en medio no acuoso. La regioquímica de la reacción es Markovnikov.

### 4) Hidrohalogenación antiMarkovnikov
En presencia de peróxidos, la hidrohalogenación ocurre con regioquímica antimarkovnikov, la cual solo se cumple con el HBr por las condiciones de la reacción.
si'

### 5) Halogenación de alquenos
Por reacción con halógenos (X2) se produce dihalogenuros de alquilo.

### 6) Formación de halohidrinas
La adición de halógenos en medio acuoso forma halohidrinas.

### 7) Sulfatación de alquenos
Con ácido sulfúrico concentrado se producen sulfatos de alquilo. Estos pueden ser posteriormente hidrolizados a alcoholes, los cuales siguen la regla de Markovnikov.

### 8) Oximercuración
Con acetato de mercurio en medio acuoso seguido de una reducción con borohidruro de sodio se obtiene un alcohol con regioquímica Markovnikov.

### 9) Hidroboración
La reacción con diborano seguida por hidrólisis oxidativa con peróxido de hidrógeno en medio alcalino produce un alcohol antiMarkovnikov.

### 10) Hidroxilación
Con tetróxido de osmio seguido del tratamiento con sulfito de sodio se obtiene un glicol. También puede ser obtenido por reacción con permanganato diluido a bajas temperaturas, sin embargo, hay una mayor probabilidad de que ocurra un clivaje oxidativo.

### 11) Peroxidación
Por tratamiento con un peroxiácido se obtiene un epóxido u oxirano.

### 12) Clivaje Oxidativo
En presencia de permanganato concentrado a altas temperaturas se produce el clivaje oxidativo del alqueno; obteniéndose: cetonas, aldehídos o ácidos carboxílicos con menor número de carbonos que el compuesto inicial.

### 13) Polimerización
En presencia de catalizadores (como Ziegler-Natta) se produce la polimerización de los alquenos.

### 14) Adición de diclorocarbeno
Por reacción con cloroformo en medio alcalino se produce un derivado del 1,1-diclorociclopropano.

### 15) Ozonólisis
Por ozonólisis con posterior clivaje oxidativo se obtienen aldehídos y cetonas.

### 16) Hidroformilación
La hidroformilación del alqueno con monóxido de carbono, agua y un catalizador de cobalto a altas presiones y temperaturas produce un aldehído con un carbono más que el compuesto inicial.

## Reacciones con radicales libres

### Reacción de Kharasch
La adición de Kharasch es una reacción que procede por radicales libres, catalizada por metales. Consiste en una adición de radicales libres de compuestos CXCl3 (X = Cl, Br, H) a alquenos. La reacción fue propuesta por Morris S. Kharasch en los años 1940s.

### Reacción de Wohl-Ziegler
La reacción de Wohl-Ziegler es una bromación alílica se lleva a cabo en presencia de N-bromosuccinimida (NBS).

## Reacciones pericíclicas
Los alquenos y dienos llevan a cabo numerosas reacciones pericíclicas, en los cuales se pueden obtener diversas estructuras cíclicas y con especificidad estereoquímica, tales como las cicloadiciones (adiciones [2+2], Reacción de Diels-Alder), electrociclizaciones, reacciones sigmatrópicas y reacciones de transferencia de grupo (tales como la transposición de Cope).

Apertura electrocíclica del dimetil ciclobuteno

Ejemplo de cicloadición: Reacción de Diels-Alder

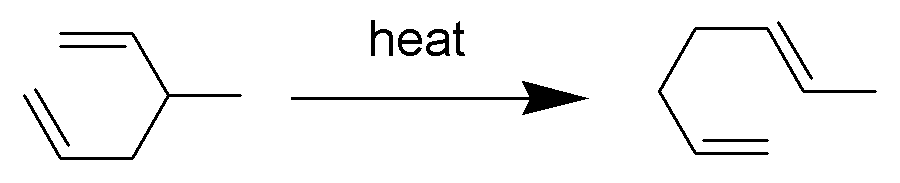
Ejemplo de reacción de transferencia de grupo: transposición de Cope

-Reacción de Alder-eno